# Bricketorp
Bricketorp är ett område i sydöstra Karlskoga, öster om sjön Möckeln. Bricketorp består främst av villor och sommartorp. Karlskogas golfbana, med klubben KGAGK, är också belägen i Bricketorp.
Gården Bricketorp finns upptagen i något slags register någon gång mellan 1580 och 1600.
Området ägdes tidigare av Villingsbergs aktiebolag.